# Jampäl Gyatso
Jampäl Gyatso (Tobgyal Lhari Gang, Boven-U-Tsang, 29 juli 1758 - 1804) was de achtste dalai lama van Tibet. Hij was afkomstig uit de adellijke familie Lhalu en was de laatste dalai lama die in de aristocratie van Centraal-Tibet werd geboren. Later in de achttiende eeuw waren ook de zevende panchen lama en de vierde jebtsundamba uit deze familie afkomstig.
Na de erkenning van een dalai lama werd zijn familie in de hoogste adelstand van Tibet verheven en kreeg landerijen, veestapels en horigen toegewezen. De hiervoor noodzakelijke  herverdeling van land en goederen werd in de negentiende eeuw steeds moeilijker. Ten tijde van de selectie van Trinley Gyatso (1857-1875), de twaalfde dalai lama, was de situatie ten aanzien van herverdeling van land zo nijpend geworden, dat de Tibetaanse regering de familie van Trinley Gyatso dwong zich te liëren aan de familie Lhalu. Ook de naam Lhalu werd overgenomen. De twee takken sloten een aantal onderlinge huwelijken. De familie speelde in de twintigste  eeuw een  belangrijke rol in de Tibetaanse politiek. Lungshar en Lhalu Tsewang Dorje zijn enkelen van hen.

## Achtergrond
Na het overlijden van de zevende dalai lama in 1757 werd door de hiërarchie van de gelug een conferentie georganiseerd. De aanleiding was de in 1751 gewijzigde regeringsstructuur van Tibet. Het ambt van desi, regent in Tibet, in de betekenis van minister-president was afgeschaft. Hierna werd de term regent alleen gebruikt voor de functionaris die de regeringszaken waarnam tijdens een minderjarigheid  of afwezigheid van een dalai lama. De dalai lama werd formeel het hoofd van de regering met een raad van ministers ,vanaf dat moment de kashag  genoemd, voor de dagelijkse politieke en bestuurlijke leiding van  Centraal-Tibet. De toezichthoudende rol van de Chinese ambans was  versterkt.
De conferentie besliste wie de eerste desi in Tibet met deze verantwoordelijkheid zou worden en dat werd Jampäl Geleg Gyatso. Met uitzondering van de periode 1862-1864 (Wangchug Gyalpo) zouden hierna alle regenten in Tibet tot 1950 ook een tulku zijn.  Onder de  verantwoordelijkheid van Jampäl Geleg Gyatso werden een aantal zoektochten georganiseerd naar mogelijk reïncarnaties met drie kandidaten als resultaat. Ieder van de drie familieclans had onder de abten van de colleges van de grote kloosters van de gelug rondom Lhasa zijn eigen kamp. De zesde panchen lama Lobsang Pälden Yeshe had een uitdrukkelijke voorkeur voor een kandidaat uit zijn eigen regio Tsang. Hij werd in die voorkeur gesteund door de derde Changkya Koetoektoe, Changkya Rölpe Dorje (1711-1786), de belangrijkste adviseur van de Chinese keizer Qianlong (1711-1799) inzake Mongoolse en Tibetaanse zaken, die in deze periode in Tibet aanwezig was. In 1762 werd Jampäl Gyatso in Lhasa ingewijd als dalai lama. Het was de laatste selectie van een dalai lama in de geschiedenis van Tibet  waarin een panchen lama een doorslaggevende stem in de beslissing had.
Binnen de beperkingen van de nieuwe regeringsstructuur had een dalai lama met bestuurlijke en politieke ambities toch een zekere speelruimte kunnen creëren. Jampäl Gyatso had echter geen enkele ambitie op dit terrein.

## Optreden van de dalai lama
De regent overleed in 1777. De dalai lama is dan inmiddels meerderjarig. Door de Kashag, de abten van de grote gelugkloosters nabij Lhasa en anderen wordt dan ook een beroep gedaan op de dalai lama zijn verantwoordelijkheid als hoofd van de regering te nemen.  Jampäl Gyatso weigert dat echter met als motief dat hij eerst zijn studies wil voltooien. Hij trekt zich terug voor een eerste langdurige retraite van vier jaar. De eerste Tsemönling rinpoche, Ngawang Tsültrim, wordt dan de nieuwe regent.
In 1781 werd opnieuw een beroep op de dalai lama gedaan om nu toch de verantwoordelijkheid als hoofd van de regering uit te gaan oefenen. Jampäl Gyatso weigert echter opnieuw. Pas in 1783 willigt hij het verzoek in met als voorwaarde dat ook de regent zijn taak blijft uitoefenen. In dat jaar reist hij voor het eerst naar Tashilhunpo, de traditionele plaats van vestiging van de panchen lama's. Daar benoemt hij zijn eigen driejarige neef tot de zevende panchen lama en geeft die de naam Pälden Tenpey Nyima. Ook dit zou de laatste keer in de geschiedenis van Tibet zijn dat een dalai lama een doorslaggevende stem had in de selectie van een panchen lama.
In 1784 geeft hij de opdracht tot de bouw van een zomerpaleis en het Norbulingka park enige kilometers ten westen van het Potala, waar eerdere dalai lama's gebruik maakten van de daar aanwezige hete bronnen. Vanaf dat moment zullen de dalai lama's daar enige maanden per jaar vertoeven.
In 1787 treedt Ngawang Tsültrim wegens zijn ouderdom als regent af. In de periode tot en met 1791 tracht de dalai lama dan zijn feitelijke verantwoordelijkheden alleen uit te oefenen.  Het wordt een van de moeilijkste perioden uit de geschiedenis van Tibet.

## Invallen van degurkha'sin Tibet en de gevolgen
De zesde panchen lama Lobsang Pälden Yeshe was in 1780 op uitnodiging van de keizer naar Peking gereisd.  Kort na aankomst overleed hij als gevolg van de pokken. De Chinese keizer Qianlong stelde hierop een grote hoeveelheid goud ter beschikking aan de broers en zus van de overleden pänchen lama, die allen ook hoge tulku's waren. (Zijn zus was de Dorje Phagmo, de enige vrouwelijke tulku van Tibet). Een halfbroer, de tiende shamarpa Mipam Chödrub Gyatso, vond dat hij in de verdeling van die rijkdom ernstig tekort werd gedaan, sloot een gelegenheidsalliantie met nog enkele anti-gelug krachten in Tibet en vluchtte naar Nepal. In deze periode was er ook een handelsconflict tussen Tibet en Nepal inzake de prijs van zout en speelde er een monetaire kwestie omtrent de munten die voor Tibet in Nepal geslagen werden.
Gedurende zijn verblijf daar haalde hij de koning van Nepal over hem tegen beloning te assisteren, bij het alsnog verkrijgen van wat hij als zijn rechtmatig eigendom zag. Dit leidde tot twee invasies in Tibet door de gurkha's in 1788 en 1791. De  nog zeer jonge zevende pänchen lama vluchtte en de Tibetanen waren niet in staat tot een georganiseerd en efficiënt antwoord. De komst van een omvangrijk Chinees leger was noodzakelijk om de Gurkha's weer het land uit te zetten.
Qianlong was van opvatting dat het ontstaan van dit conflict en het onvermogen van de Tibetaanse autoriteiten weerstand te bieden in belangrijke mate aan het ontstane nepotisme in de selectie van de hoge lama's te wijten was. Op basis van die opvatting vaardigde hij de Proclamatie van 29 maatregelen voor een Beter en meer Efficiënt Bestuur van Tibet uit. Onderdeel van die maatregelen was de introductie van de Gouden urn, een divinatieprocedure waarmee voortaan hoge reïncarnaties van de gelug, zoals de dalai lama en de pänchen lama zouden worden geselecteerd. Met deze maatregel tracht de keizer het ontstane nepotisme in het selectiebeleid te doorbreken. Er wordt vanaf dat moment ook een register aangelegd van selecties van tulku's.
Een andere maatregel was het ontzeggen van de bevoegdheid aan dalai lama en panchen lama direct contact met het hof van de keizer op te nemen. Vanaf dat moment kon dat alleen via de beide ambans. De ambans kregen de directe zeggenschap op de terreinen staatsfinanciën, belastingen, internationale handel, grensverdediging en buitenlandse betrekkingen (in de praktijk was dit op dat moment met Bhutan, Nepal en Sikkim). Het Chinese garnizoen in Tibet wordt tot 3000 soldaten uitgebreid.
Het nog resterende gezag van de dalai lama als hoofd van de regering wordt tot aan zijn dood op de leeftijd van 47 jaar in 1804 feitelijk uitgevoerd door Yongtsin Yeshe Gyaltsen, die tijdens de jeugd van Jampäl Gyatso zijn belangrijkste leraar was geweest.

## Literaire productie
Als auteur heeft  Jampäl Gyatso een beperkt oeuvre nagelaten. Hij schreef in de eerste plaats gebeden en rituele teksten. Daarnaast heeft hij een catalogus geschreven van de relieken die tot het bezit van de zesde  panchen lama behoorden. Zijn meest omvangrijke werk is een biografie van zijn leraar in zijn jeugd, Yeshe Gyaltsen, die hem ruim 10 jaar overleefde.

## Politieke,maatschappelijke  en culturele ontwikkelingen in de periode
De Chinese keizer Yongzheng achtte het rond 1730 van strategisch belang om ook binnen de gelughiërarchie zelf een krachtig tegenwicht te creëren. De keizer bood dan ook de vijfde pänchen lama Lobsang Yeshe de wereldlijke macht en administratieve autoriteit over de provincie Tsang en heel het westen van Tibet aan. Gedurende het regentschap van Pholhanas had deze machtsverdeling geen groot politiek belang. In de periode van deze zevende dalai lama werd dit wel het geval. De zesde panchen lama,  Lobsang Pälden Yeshe, werd de feitelijk heerser over ruim een derde deel van Centraal-Tibet. Deze machtsverdeling leidde uiteindelijk tot een groot conflict tussen de negende pänchen lama en de dertiende dalai lama met in 1923 de vlucht van de pänchen lama naar China tot gevolg waar hij tot aan zijn dood in 1937 verbleef.
In de periode van deze dalai lama is er in de Tibetaanse geschiedenis een breuk in het culturele klimaat te dateren. Tot aan die periode was Tibet - ondanks de moeilijk bereikbare geografische ligging - een cultureel open land, waar buitenlanders welkom waren en buitenlandse invloeden konden doordringen. In deze  periode neemt de macht van de adel in historisch Tibet als stand  af, neemt het theocratisch element in de samenleving toe, worden er steeds meer monniken als functionaris in Tibet benoemd, ontstaan er xenofobe neigingen en begint het - ook door de Mantsjoes van harte ondersteunde - isolement van Tibet.  Die ontwikkeling wordt versterkt na de invallen van de gurkha's.  Het gevolg is een verstarring van verhoudingen in de samenleving van Centraal-Tibet, een verdere beperking van de toch al niet grote sociale mobiliteit en een toenemende overheersende rol van uiterst conservatieve krachten.
In deze periode vindt verder een verschuiving plaats van de culturele vitaliteit vanuit Centraal-Tibet naar het oosten. De burgeroorlogen van de 17e en 18e eeuw, de politieke instabiliteit en de maatregelen die noodzakelijk werden geacht de verworven machtspositie van de gelug te verankeren hadden in Centraal-Tibet voor een ander cultureel klimaat gezorgd. Dat kenmerkte zich onder meer door aanzienlijk minder tolerantie van de gelug ten opzichte van andere geestelijke tradities van het Tibetaans boeddhisme en het ontstaan van een invloedrijke sektarische factie binnen die gelug.
Het gevolg daarvan was, dat tradities, zoals met name de kagyu nieuwe ruimte probeerden te vinden in Kham en de Tibetaanse gebieden van Amdo. De in de burgeroorlog van de 17e eeuw verslagen kagyu traditie wist in Kham het klooster Palpung te stichten. Het klooster werd spoedig een van de grootste centra voor innovaties van wetenschap en kunst van het Tibetaans boeddhisme. Het klooster lag in het onafhankelijke Tibetaanse koninkrijk Dergé. Uit die relatie groeide in samenwerking met de sakyatraditie  de grootste drukkerij die het historisch cultureel  Tibet ooit gekend heeft met beroemde blokdrukken van de kangyur, de canon van het Tibetaans boeddhisme.
Het was in gebieden als Dergé dat het niet sektarische ideaal van het Tibetaans boeddhisme uit de 13e en 14e eeuw nog bewaard bleef. Later in de 19e eeuw zou het in Kham zijn, dat de rimé-beweging, die een dialoog tussen de tradities probeert te bevorderen ontstaat.
In het meer multi-etnische Amdo  maken ook enkele gelug kloosters zich los van de greep van de grote kloosters nabij Lhasa. Dat is in de eerste plaats Kumbum, maar daarnaast ook Labrang Trashi Khyil en Gonlung Jampaling. Deze drie en andere kloosters in Amdo worden in de tweede helft van de 18e eeuw belangrijke centra van wetenschap.
- Gemeinsame Normdatei: 122235711
- International Standard Name Identifier: 0000 0000 2913 2868
- Library of Congress Control Number: n85102859
- Nederlandse Thesaurus van Auteursnamen: 106988352
- Système universitaire de documentation: 114714592
- Virtual International Authority File: 50103327
- WorldCat: E39PBJf8qD8x8X8r3G3JxH8Bfq

1: Gendün Drub · 2: Gendün · 3: Sönam · 4: Yönten · 5: Ngawang Lobsang · 6: Tsangyang · (6: Yeshe) · 7: Kälsang · 8: Jampäl · 9: Lungtog · 10: Tsültrim · 11: Khädrub ·   12: Trinley · 13: Thubten · 14: Tenzin